# Stará fara (Jablonec nad Nisou)
Stará fara (zvaná též Dům Jany a Josefa V. Scheybalových) v Jablonci nad Nisou je budova fary u kostela sv. Anny, dřívější sídlo Římskokatolické farnosti – děkanství Jablonec nad Nisou (dnes je fara u kostela Nejsvětějšího Srdce Ježíšova).
Fara je patrová budova čtvercového půdorysu, budova je ze začátku 18. století, fasádu má novorenesanční (roku 2012 rekonstruovanou) a střechu valbovou z 19. století (která nahradila původní mansardovou). Jako dobře dochovaný příklad pozdně barokního městského domu byla zapsána jako kulturní památka 23. 9. 1971.
V druhé polovině 20. století faru koupil Josef Scheybal, který ji adaptoval na bydlení a uložení svých sbírek. V budově dále žil jeho syn Josef Václav Scheybal s manželkou Janou. Manželé (resp. Jana Scheybalová) dům odkázali městu Jablonec a bylo zde vytvořeno informační centrum, galerie a slouží k dalším kulturním akcím.